# Joachim Richter (General)
Joachim Richter, auch Emmes Richter (* 22. Juli 1929 in Hammerleubsdorf; † 9. März 1998) war ein Generalleutnant der Nationalen Volksarmee der Deutschen Demokratischen Republik. Er war von 1983 bis 1989 Leiter der Staatlichen Verwaltung der Staatsreserve beim Ministerrat der DDR.

## Leben und Werdegang
Joachim Richter wurde als Sohn einer Arbeiterfamilie in Hammerleubsdorf, Kreis Freiberg, geboren. Dort erwarb er das Teilabitur in Grundlagenfächern und erlernte von 1944 bis 1948 den Beruf eines Schriftsetzers. Im Jahr 1948 wurde er Mitglied der SED. 

## Militärische Laufbahn

### Ausbildung und Verwendungen
Beförderungen
- keine Angaben Hauptmann
- 7. Oktober 1958 Major
- 7. Oktober 1961 Oberstleutnant
- 7. Oktober 1965 Oberst
- 1. März 1971 Generalmajor
- 1. März 1981 Generalleutnant

Joachim Richter trat am 16. August 1948 als Freiwilligenbewerber in die bewaffneten Organe der DDR ein, versah seinen Dienst zunächst als Schutzmann der Deutschen Volkspolizei und stieg bis 1950 schnell auf zum Abteilungsleiter der VP-Bereitschaft Frankenberg/Zeithain. Er nahm 1951 an einem Offiziers-Weiterbildungslehrgang in Kochstedt teil und wurde anschließend Leiter der VP-Dienststelle Zeithain. Von 1952 bis 1954 folgten weitere Führungsverwendungen als  Bataillonskommandeur der VP-Dienststelle Kamenz II und der Technischen Basis Drewitz. Danach wurde Richter bis 1956 als Leiter Rückwärtige Dienste des Aeroklub Drewitz eingesetzt, dem Vorläuferverband des JG-7.  
Im Anschluss wurde er bis 1961 zum Hochschulstudium an die Militärakademie für rückwärtige Dienste und Transportwesen in der Sowjetunion kommandiert. 
Nach erfolgreichem Studium wurde Major Richter im Kommando LSK/LV als Stellvertreter Chef und Stabschef Rückwärtige Dienste eingesetzt.

### Dienst als General
Bereits im Jahre 1962 wurde Oberstleutnant Richter diesen herausgehobenen Dienstposten als Stellvertreter Chef LSK/LV und Chef Rückwärtige Dienste im Kommando LSK/LV berufen. Neun Jahre später zum 1. März 1971 gehörte Richter zu den letzten zehn Obersten, die von Walter Ulbricht zum Generalmajor ernannt wurden. Die Ernennung nahm in seinem Auftrag der Sekretär des Nationalen Verteidigungsrates der DDR Erich Honecker am 26. Februar 1971 vor. 1981 wurde er zum Generalleutnant befördert. 

| Vorgänger: Oberst Werner Braun (13. Nov. 1960 – 31. Dez. 1961) | aktuelle Besetzung OTL Joachim Richter (1. Jan. 1962 – 31. Dez. 1982) | Nachfolger: Oberst Walter Lobner (1. Jan. 1983 – 28. Febr. 1990) |

GenLtn Richter wurde am 1. Februar 1983 in die Reserve versetzt und als Nachfolger von Rudolf Tschoep zum Leiter der Staatlichen Verwaltung der Staatsreserve beim Ministerrat der DDR berufen.

## Orden, Ehrenzeichen und Auszeichnungen
- Vaterländischer Verdienstorden in Silber und 1989 in Gold
- Kampforden „Für Verdienste um Volk und Vaterland“ in Gold
- Verdienstmedaille der Nationalen Volksarmee in Gold